# Bánh sừng bò

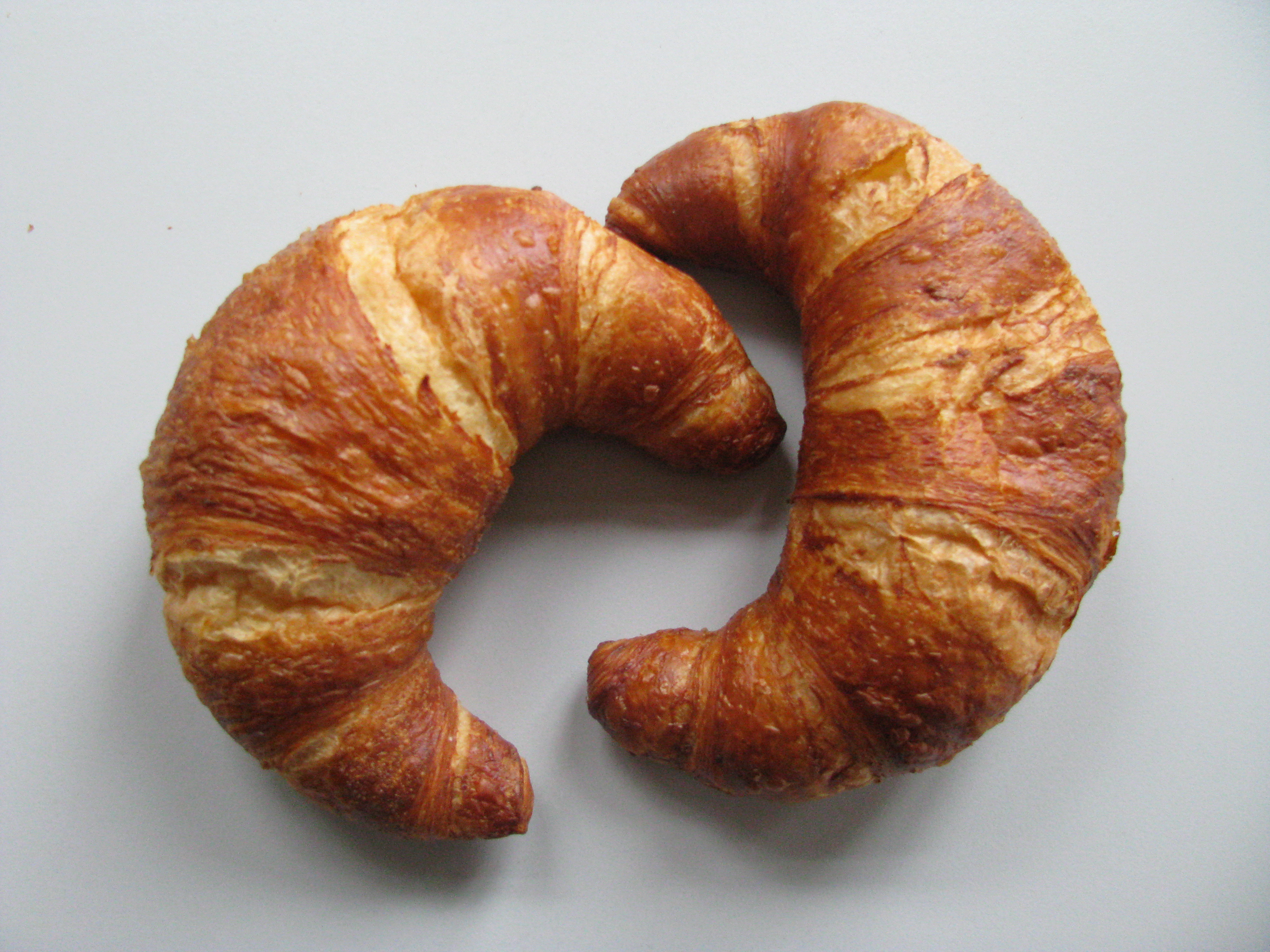
Bánh Croissant

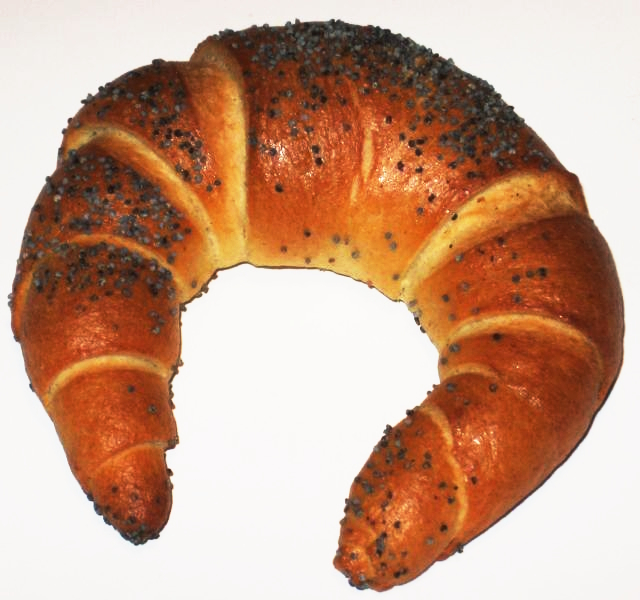
Bánh Kipferl, tiền thân của bánh sừng bò

Bánh sừng bò còn được gọi là bánh croa-xăng (từ tiếng Pháp croissant), có nguồn gốc từ Áo, là một dạng bánh ăn sáng làm từ pâte feuilletée (bột xốp), được sản xuất từ bột mì, men, bơ, sữa, và muối.
Bánh croissant đúng kiểu phải thật xốp, giòn và có thể xé ra từng lớp mỏng nhỏ. Bên trong ruột không được đặc, ngược lại phải khá ruỗng thoáng (đó là bằng chứng men làm bột phát triển tốt). Ở Việt Nam hầu hết các tiệm bán bánh sừng bò làm theo công thức của bánh mì sữa (hoặc được gọi là bánh mì tươi). Về công thức làm bánh croissant, có thể nói là bánh này đứng giữa bánh pâté chaud (xốp) và bánh mì (ruột bánh nổi bởi men).

## Lịch sử

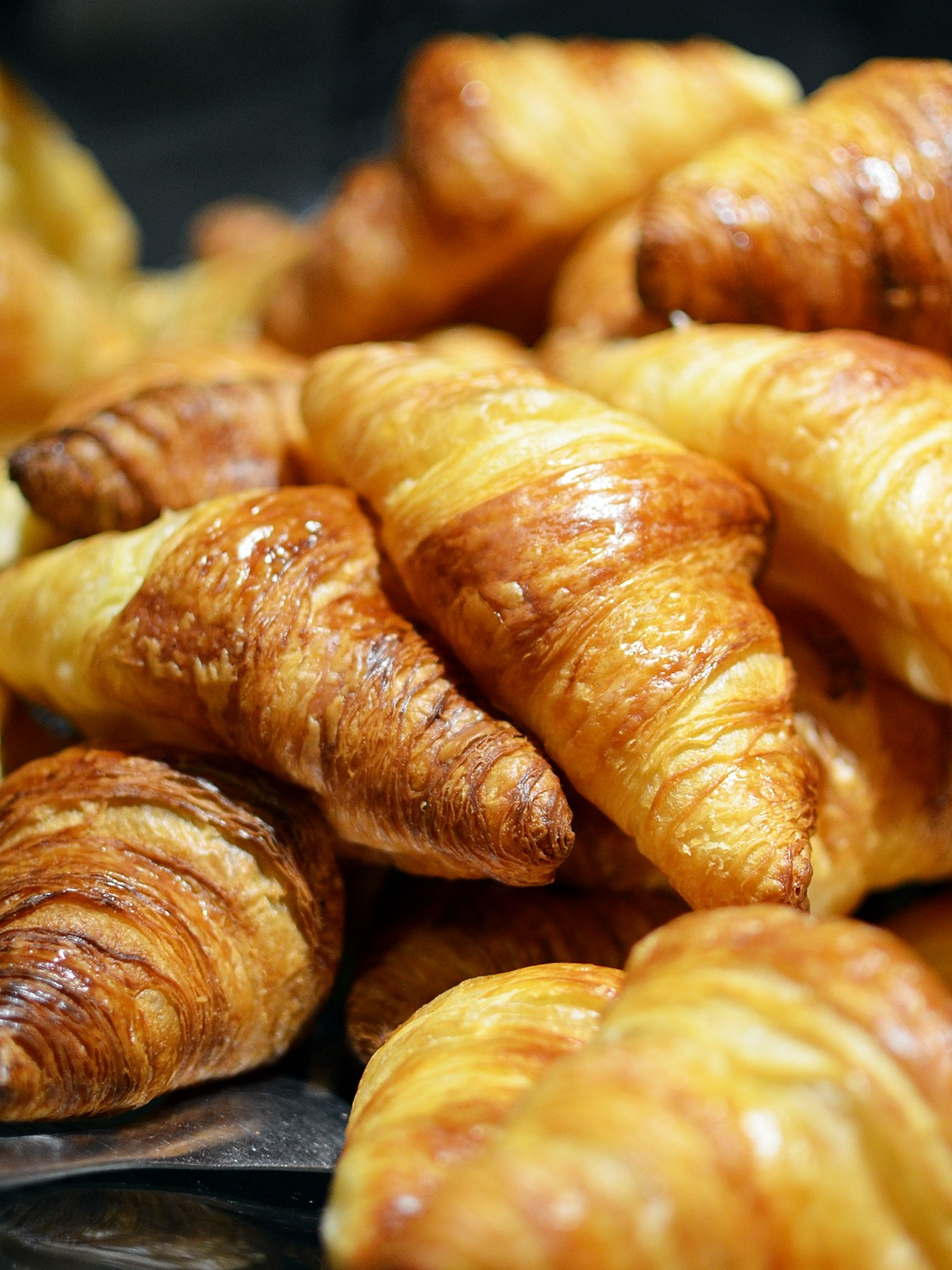
Bánh sừng bò tại Pháp

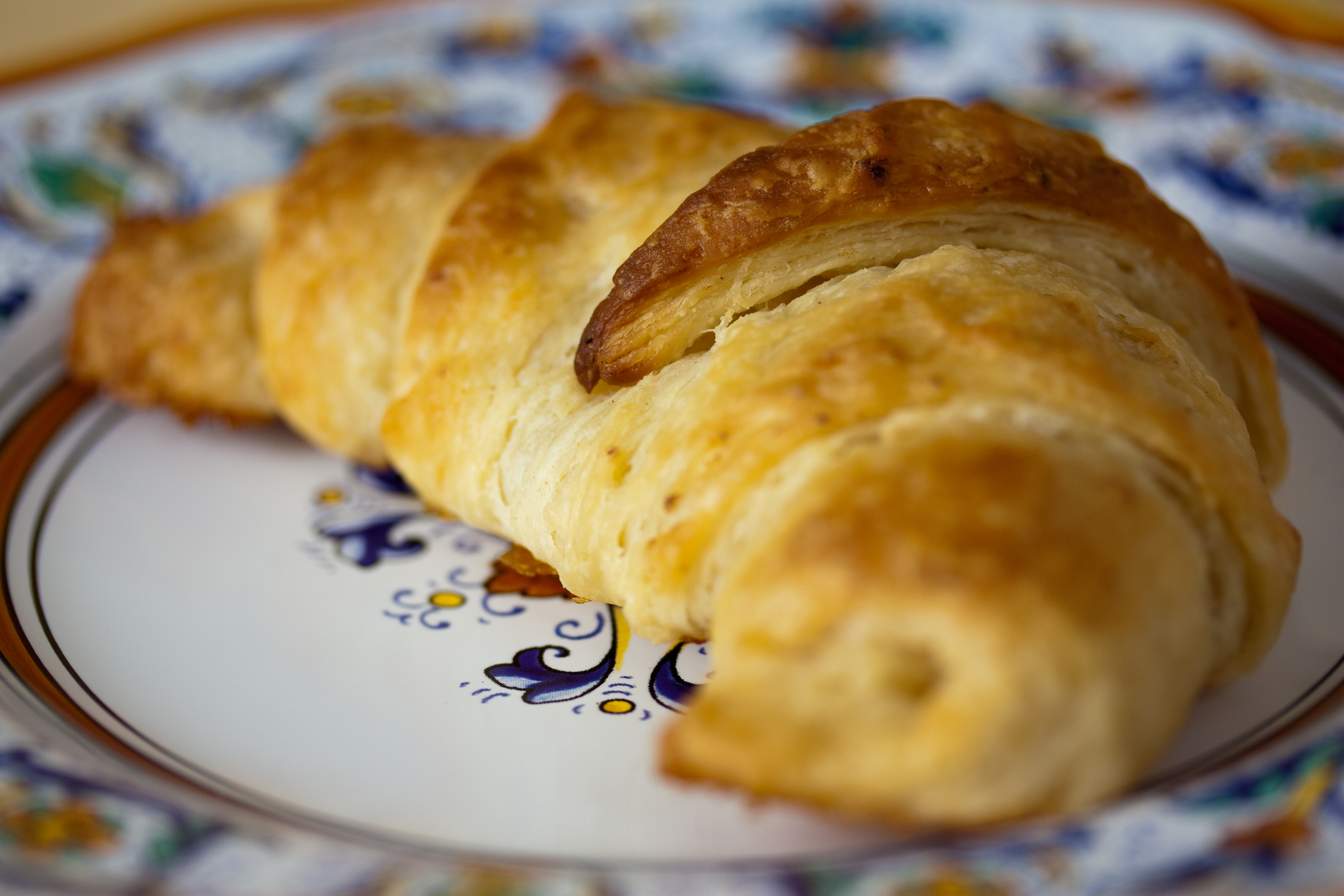

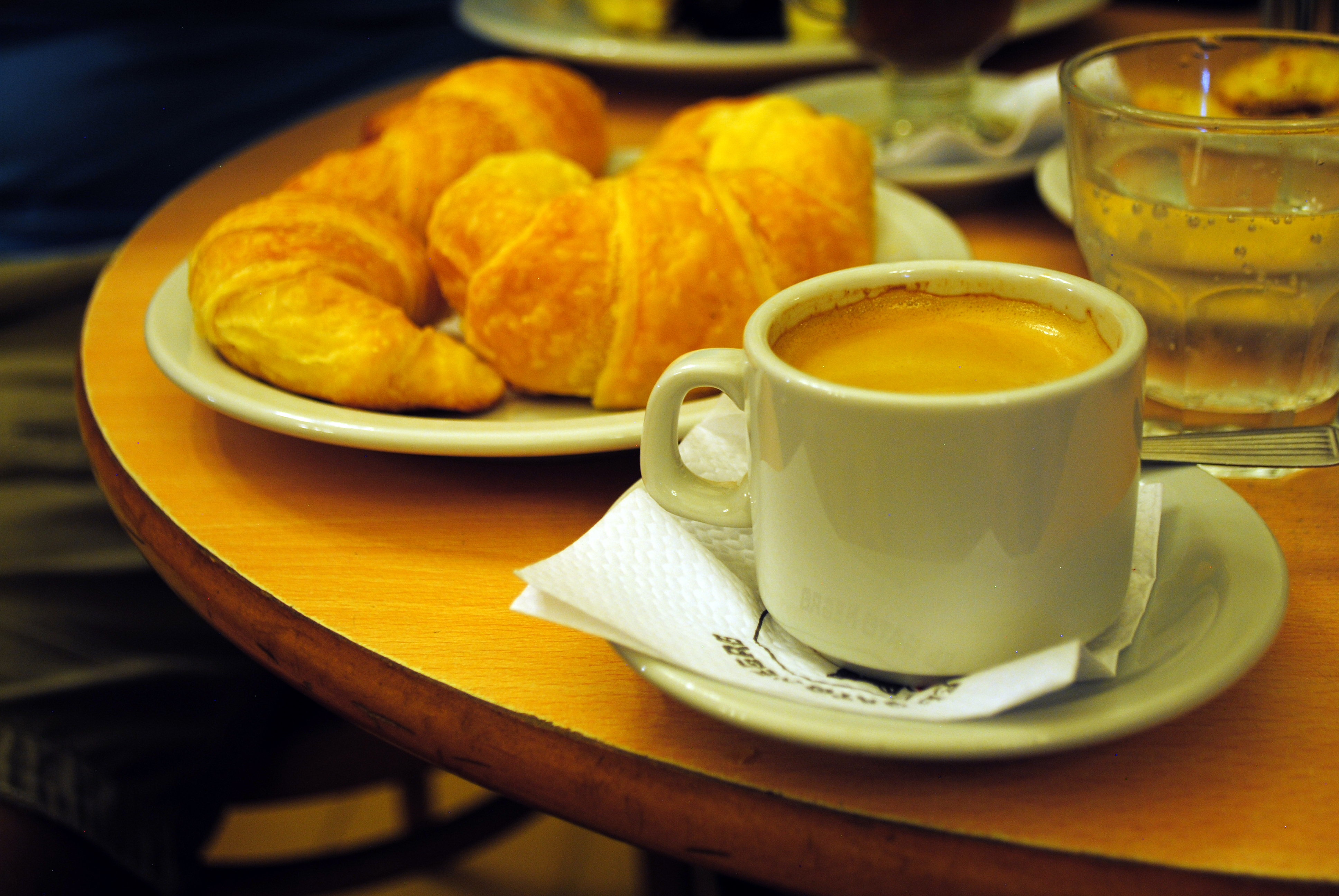
Bánh sừng bò và cafe